# جورج بلاك (سياسي)
جورج بلاك (بالإنجليزية: George Black)‏ هو سياسي أسترالي، ولد في 15 فبراير 1854، وتوفي في 18 يوليو 1936. حزبياً، نشط في حزب العمال الأسترالي. وقد انتخب عضو الجمعية التشريعية نيو ساوث ويلز.